# Зоран Панчич
Зоран Панчич (25 вересня 1953) — сербський академічний веслувальник.
Срібний призер Олімпійських Ігор 1980 року в складі парної двійки, бронзовий призер 1984 року в складі парної двійки, учасник 1976 року.